# NGC 5294
NGC 5294 is een elliptisch sterrenstelsel in het sterrenbeeld Grote Beer. Het hemelobject werd op 14 april 1789 ontdekt door de Duits-Britse astronoom William Herschel.

## Synoniemen
- ZWG 271.61
- ZWG 272.6
- PGC 48761